# Tachymenis elongata
Tachymenis elongata là một loài rắn trong họ Rắn nước. Loài này được Despax mô tả khoa học đầu tiên năm 1910.